# Kaiserpfalz Franconofurd

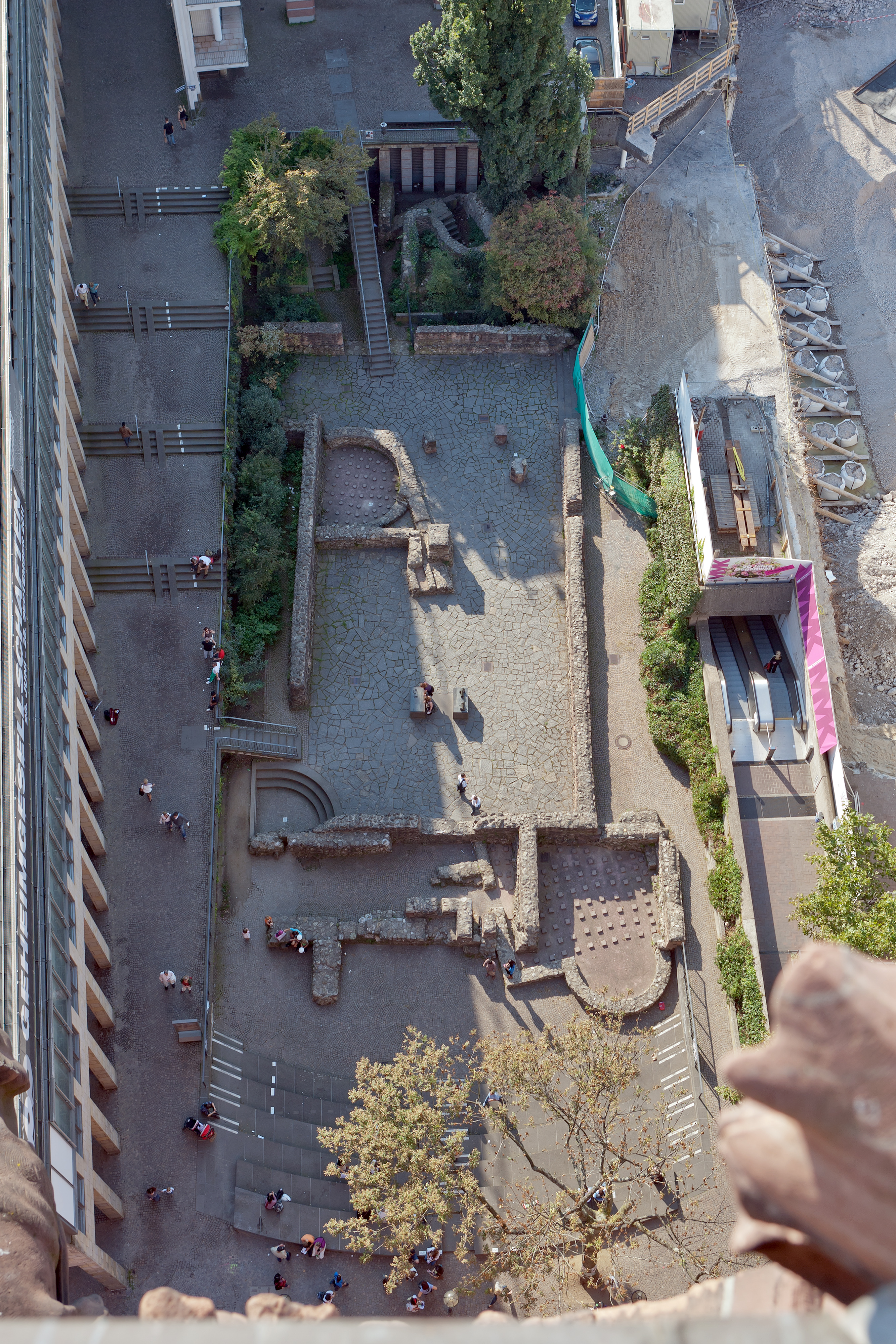
Blick vom Domturm in den Archäologischen Garten, September 2011

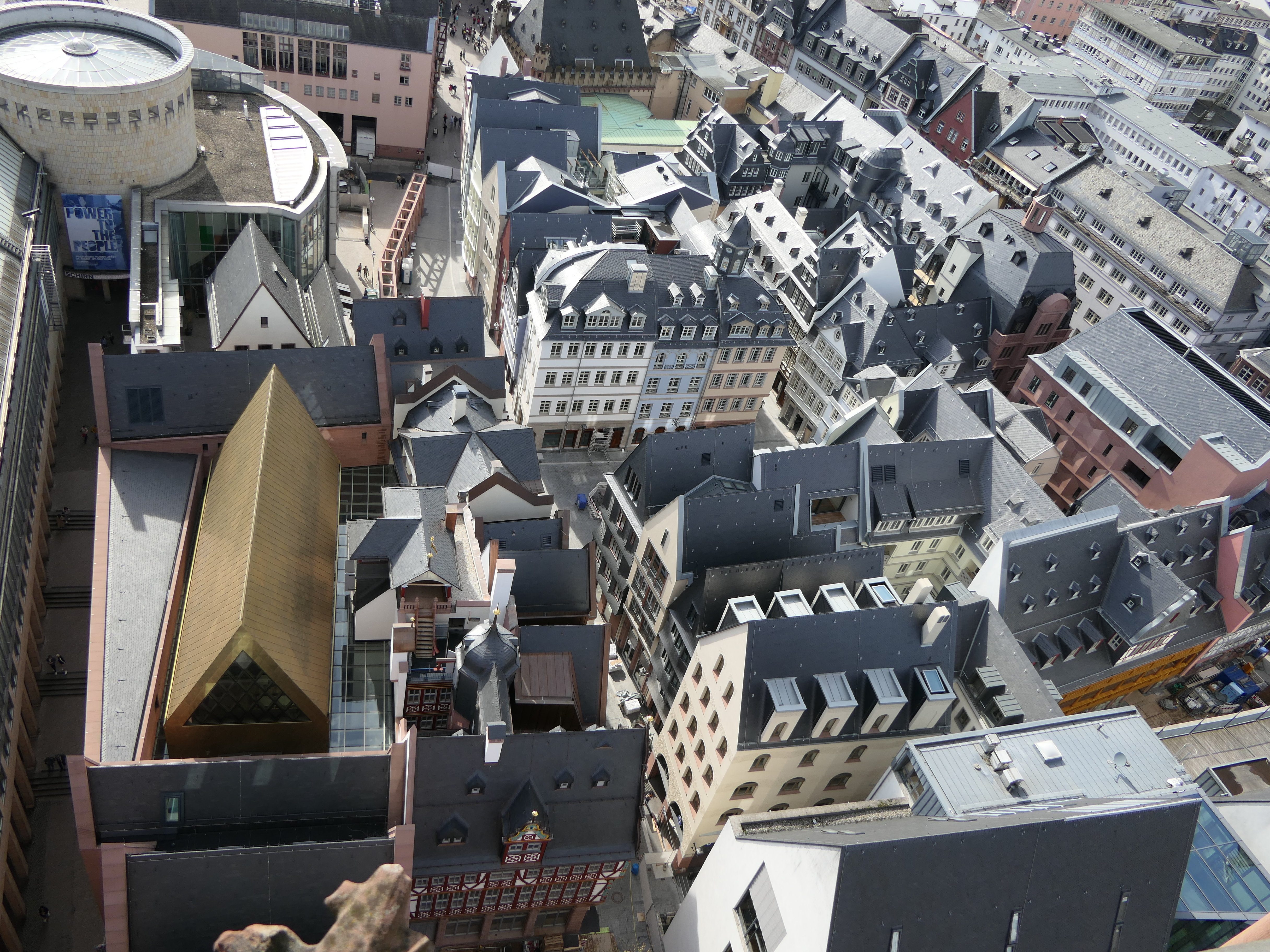
Blick vom Domturm auf das Stadthaus am Markt, das den Archäologischen Garten schützt

Der ehemalige Archäologische Garten in Frankfurt am Main entstand 1972/73 beim Bau des U-Bahnhofs Dom/Römer. Im Rahmen des Dom-Römer-Projektes wurde der Archäologische Garten 2013 bis 2016 mit dem Stadthaus am Markt überbaut, um die Ausgrabungen vor Witterungseinflüssen zu schützen und dauerhaft zugänglich zu halten. Im August 2018 wurde die Ausstellung im Untergeschoss des Stadthauses als Außenstelle des Archäologischen Museums Frankfurt unter dem neuen Namen Kaiserpfalz Franconofurd wiedereröffnet. Sie präsentiert in neuer architektonischer und musealer Gestaltung Baureste
- der römischen Niederlassung auf dem Frankfurter Domhügel,
- eines merowingischen Königshofes,
- der karolingisch-ottonischen Königspfalz Frankfurt,
- sowie spätmittelalterlicher Keller.

Zur Ausstellung gehört ein ca. zwei Meter großes, nach den Erkenntnissen der jüngsten Grabungen von 2012 bis 2014 gestaltetes, Bronzemodell der karolingischen Pfalz, das den baulichen Status der Zeit um 860 n. Chr. im Maßstab 1:90 darstellt. Zwei sogenannte Lebensbilder, großformatige 3-D-Grafiken, zeigen detaillierte digitale Rekonstruktionen der römischen Straßenstation um 150 n. Chr. und der karolingischen Pfalz um 860.
Der Name „Franconofurd“ geht auf die Schreibweise zurück, die sich in der ältesten urkundlichen Erwähnung der Stadt findet, einer am 22. Februar 794 im Auftrag von Karl dem Großen ausgestellten Urkunde, mit der er dem Kloster St. Emmeram zu Regensburg verschiedene Äcker und Wiesen schenkte. Sie wurde mit großer Wahrscheinlichkeit in einem Vorgängerbau der Kaiserpfalz angefertigt. Im Juni 794 versammelten sich hier auf Einladung Karls des Großen hochrangige Kirchenvertreter des Frankenreiches zur Synode von Frankfurt.

## Schutzmaßnahmen
Zum Schutz der Anlage während der Bauarbeiten wurde im November 2012 der gesamte Archäologische Garten fachgerecht abgedeckt. Zuvor hatte man, während der Vorbereitungsarbeiten dazu, verschüttete Fundamente und Mauerreste eines 15 Meter langen „Königsgangs“ zwischen Königspfalz und Salvatorkirche (Vorläuferkirche des Doms) aus dem 9. Jahrhundert zum ersten Mal seit den 1950er-Jahren wieder aufgedeckt.
Nach einer Zwischenphase der Freilegung der Mauerteile im März/April 2013 wurden als letzte Schutzmaßnahme für die folgende Überbauung des Geländes im Mai 2013 Holzhauben über die Ruinen gesetzt. Letztlich wurde das neue Gebäude fertiggestellt und die Fundamente in den unteren Räumlichkeiten des Gebäudes als Ausstellungsstücke integriert.

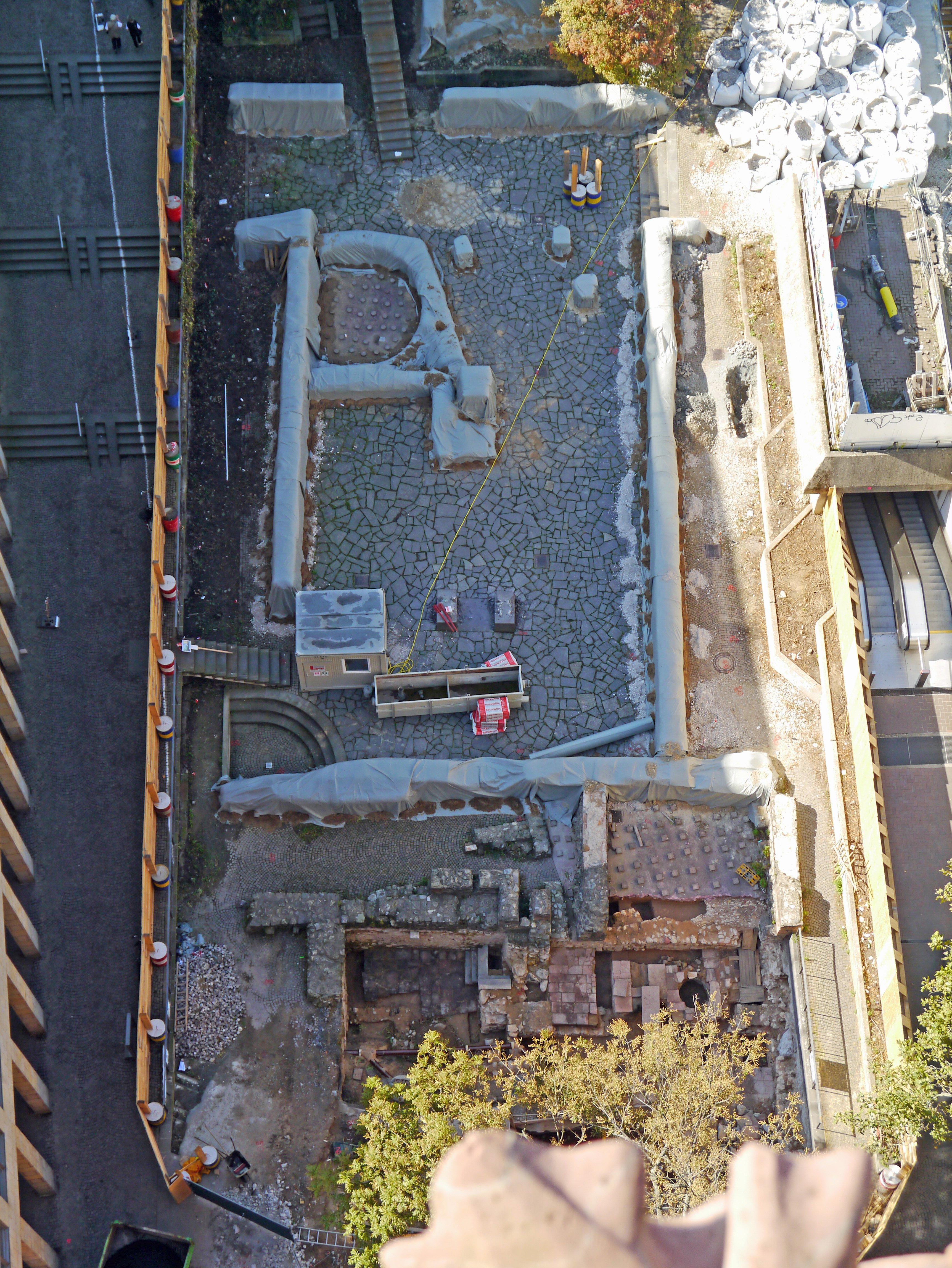
Vorbereitung der Abdeckung im Oktober 2012
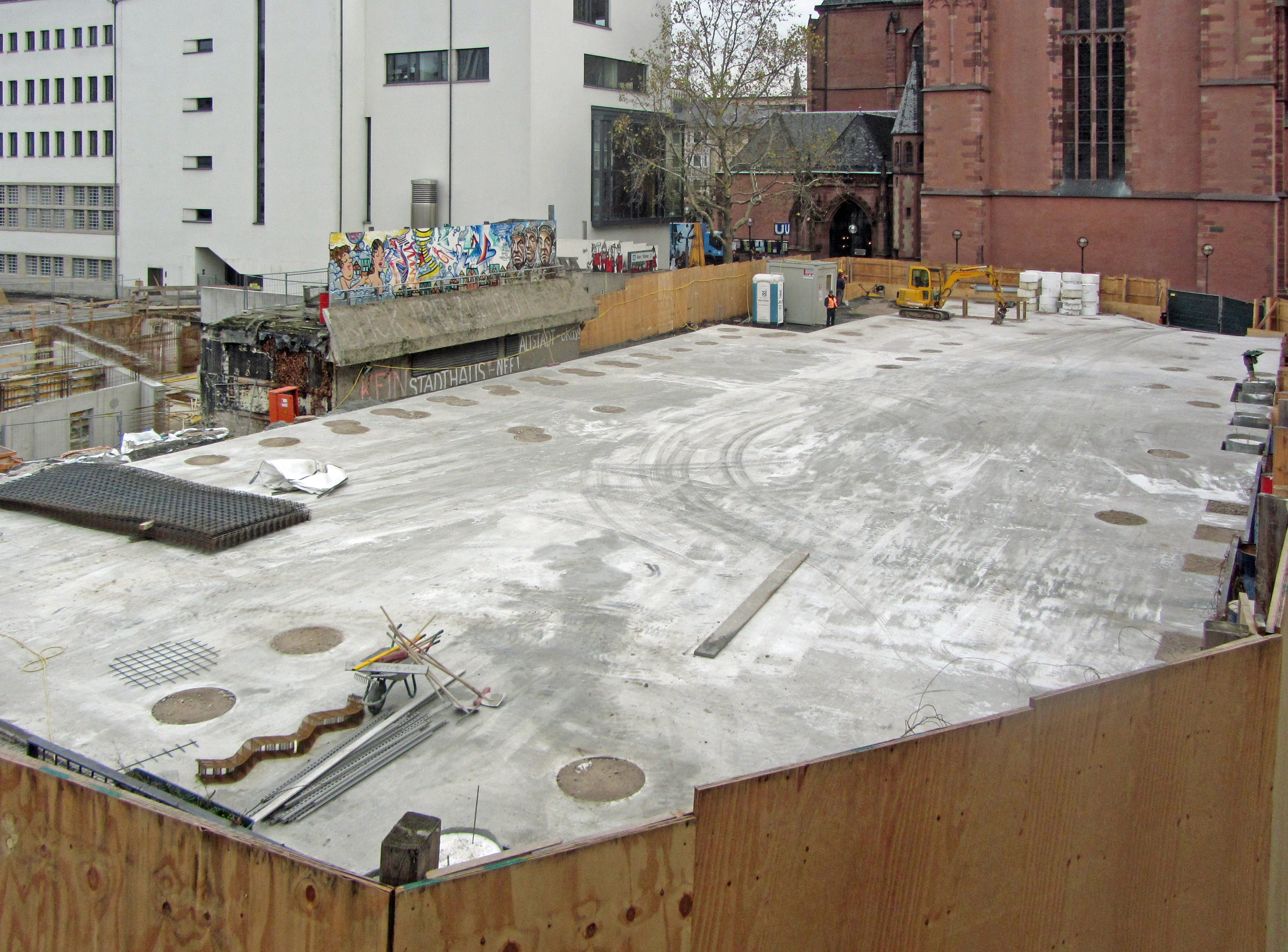
Abdeckung im November 2012
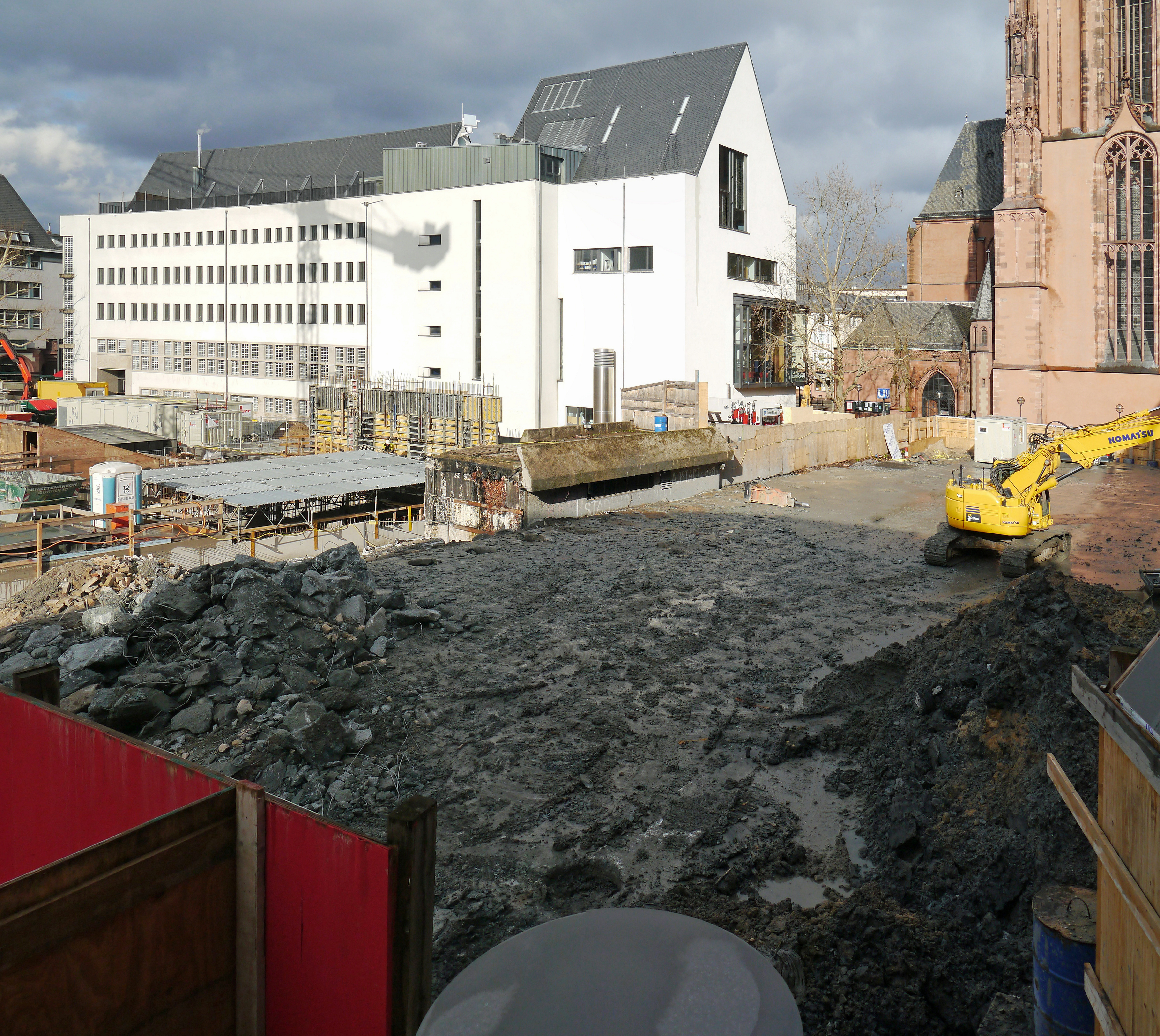
Bauplatz im März 2013
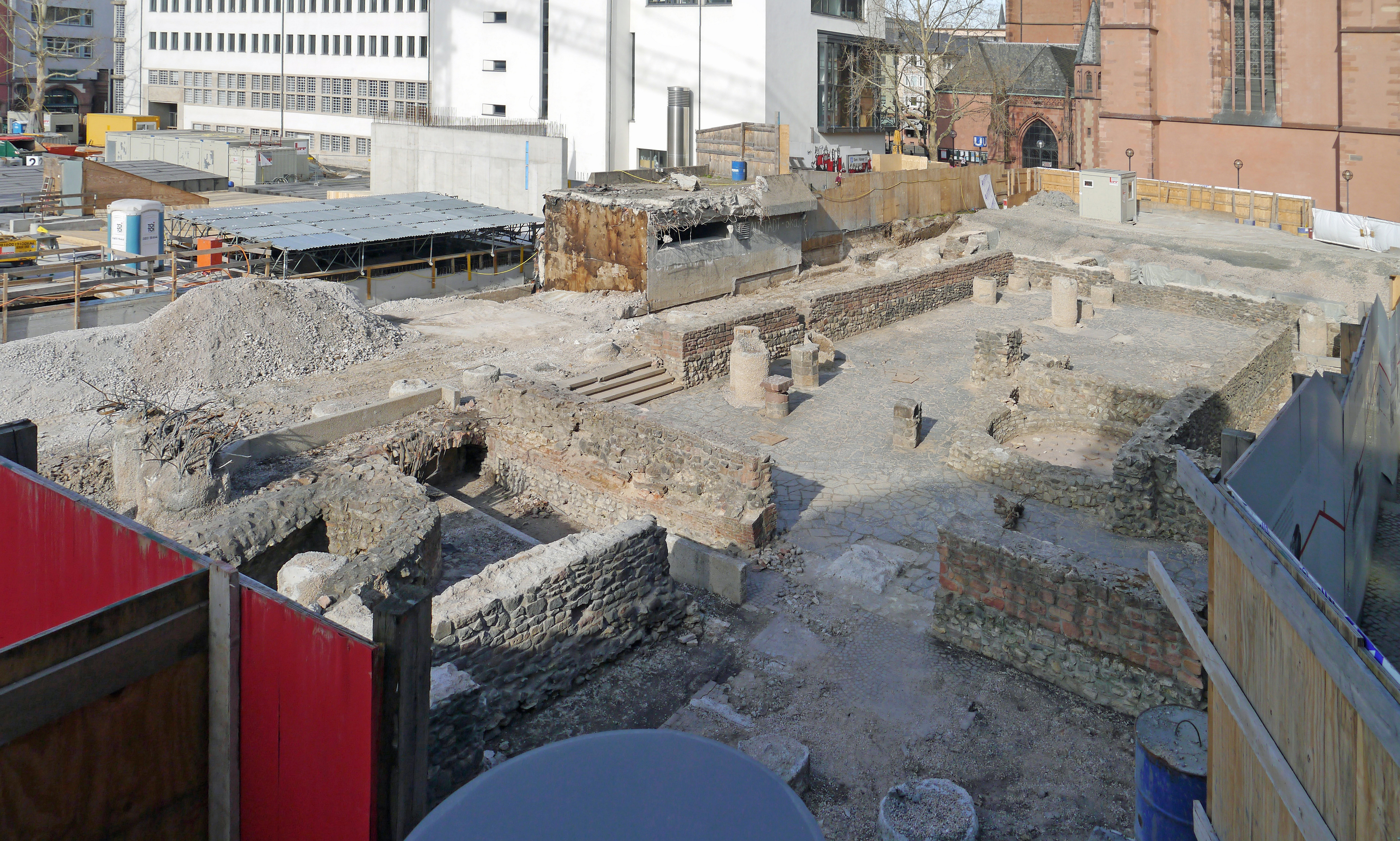
Archäologischer Garten im April 2013
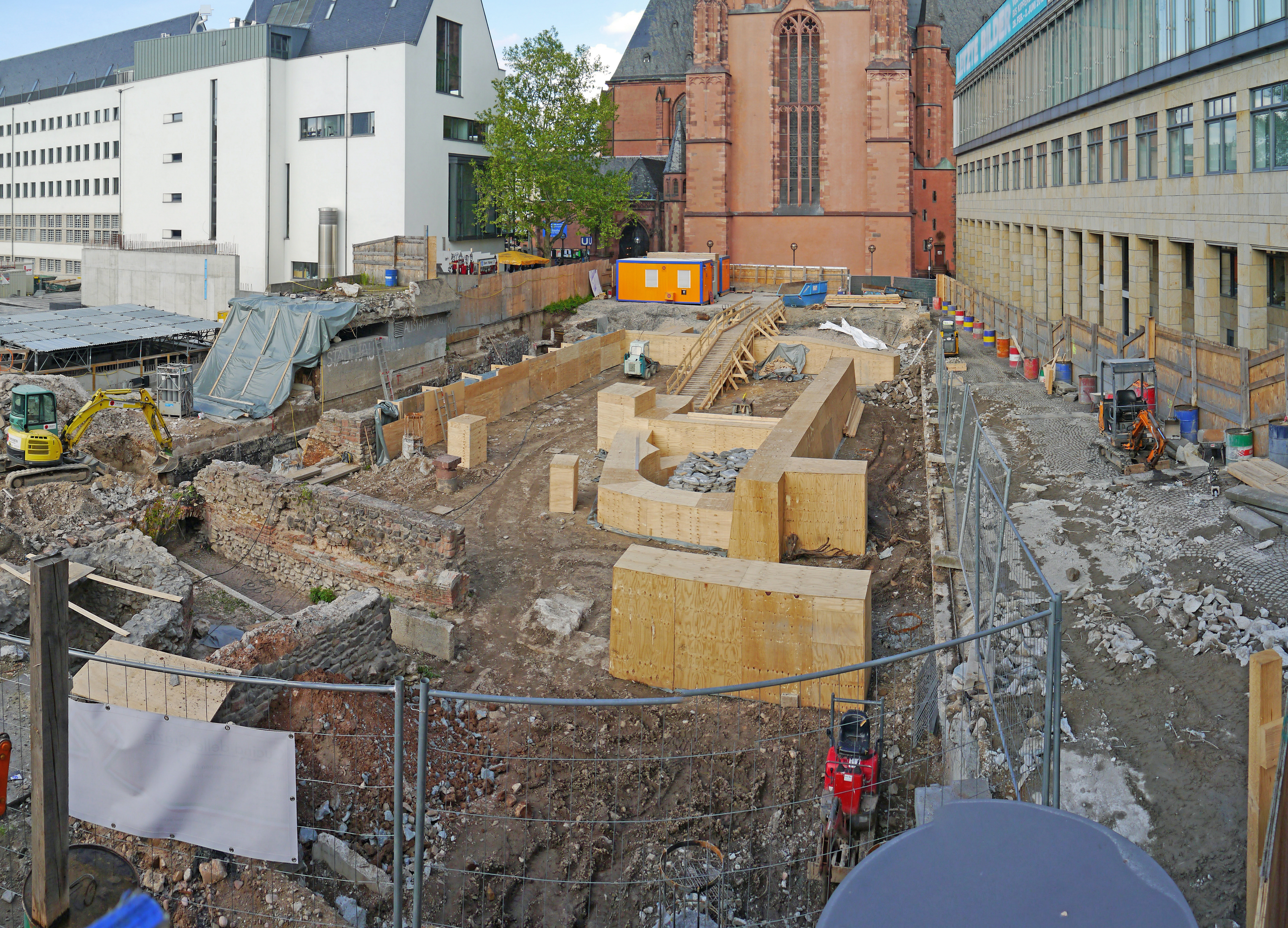
Letzte Schutzmaßnahmen vor der Überbauung